# Camprubí (Borredà)
Camprubí és un mas al nucli de Borredà (Berguedà) catalogat a l'Inventari del Patrimoni Arquitectònic de Catalunya. La casa de Camprubí és una interessant masia de planta rectangular, orientada a ponent i amb el carener paral·lel a la façana. Aquesta estructura clàssica de masia ha condicionat el seu coneixement; ampliació de la casa pel cantó de migdia, amb una obertura amb balconada de fusta. La façana és un auster exemple de masia de muntanya: petites obertures per a les finestres, un elegant portal d'arc de mig punt amb dovelles de considerables proporcions, i uns massissos contraforts.
El mas de Camprubí és documentat des del segle xiv i els seus estadants eren pagesos de remença del monestir de Santa Maria de Ripoll al qual pagaven censos pel mas i les terres, pels masos rònecs que varen incorporar arran de la despoblació provocada per la crisi demogràfica ensems que es reconeixen homes "propis, solius i affocats" de l'abat. Als segles XVII i XVIII realitzaren múltiples establiments en petits patis propers a l'església parroquial de Santa Maria on s'hi instal·laren artesans i comerciants que feren créixer el petit nucli urbà de Borredà.